# 碑庙镇
碑庙镇，是中华人民共和国四川省达州市通川区下辖的一个乡镇级行政单位。

## 行政区划
碑庙镇下辖以下地区：
街道社区、盐井村、三关村、擂鼓村、朝天村、千口村、万福村、大营村、伏龙村、大石村、三上村、中坪村、锣鼓村、石笋村和陡坑村。